# Abstract Emotions
Abstract Emotions – ósmy album studyjny amerykańskiej piosenkarki jazzowej Randy Crawford, wydany w 1986 przez wytwórnię Warner Bros. Records pod numerem katalogowym 1-25423 (USA). Zawiera jeden z największych przebojów piosenkarki "Almaz", który artystka napisała sama. Utwór dotarł do miejsca drugiego brytyjskiej listy Top 40. Album ukazał się w 10 rocznicę współpracy piosenkarki z wytwórnią Warner Bros. Records.

## Spis utworów
| A1. | "Can’t Stand the Pain" (Dean Gant/Mark Winkler)                                                         | 6:02  |
|     | |       |
| A2. | "Actual Emotional Love" (Billie Hughes/Roxanne Seeman/Marcy Levy)                                       | 5:05  |
|     | |       |
| A3. | "World of Fools" (Rolf Graf/Alix Zandra)                                                                | 5:00  |
|     | |       |
| A4. | "Betcha" (Reggie Lucas/Leslie L. Smith)                                                                 | 4:31  |
|     | |       |
| A5. | "Higher Than Anyone Can Count" (Mary Unobsky/Daniel Ironstone)                                          | 4:14  |
|     | |       |
| B1. | "Desire" (Reggie Lucas)                                                                                 | 5:25  |
|     | |       |
| B2. | "Gettin’ Away with Murder" (Sue Shifrin/Terry Britten)                                                  | 4:02  |
|     | |       |
| B3. | "Overnight" (Reggie Lucas)                                                                              | 5:14  |
|     | |       |
| B4. | "Almaz" (Randy Crawford)                                                                                | 4:04  |
|     | |       |
| B5. | "Don’t Wanna Be Normal" (Patrick Leonard/Hawk Wolinski/James Newton Howard/David Pack/Michael McDonald) | 5:20  |
|     | |       |
|     | | 48:57 |
|     | |       |

## Muzycy
- Randy Crawford – śpiew
- Sir Gant – instrumenty klawiszowe, syntezator, programowanie syntezatora
- Ed Walsh – instrumenty klawiszowe, syntezator, programowanie syntezatora
- Fred Zahar – instrumenty klawiszowe, syntezator
- Harry Whittaker – instrumenty klawiszowe, syntezator
- Reggie Lucas – gitary, programowanie synclaviera II i sekwencera Octave Plateau
- Bashiri Johnson – instrumenty perkusyjne
- Leslie Ming – instrumenty perkusyjne

- Anthony Jackson – elektryczna gitara basowa
- Paul Johnson Jr. – gitary
- Norma Jean Wright – chórki
- Brenda White King – chórki
- Lisa Fisher – chórki
- Yvonne Lewis – chórki
- Curtis King – chórki

## Produkcja
- Reggie Lucas – producent, aranżer
- Hawk Wolinski – producent (nagranie B5)
- James Newton Howard – producent (nagranie B5)
- Joe Ferla – inżynier dźwięku
- Jim Doc Dougherty – dodatkowy inżynier dźwięku
- Jay Mark – dodatkowy inżynier dźwięku
- Alan Silverman – dodatkowy inżynier dźwięku
- Jimmy Santos – asystent inżyniera dźwięku
- Glenn Rosenstein – asystent inżyniera dźwięku
- Mark Ettel – asystent inżynier dźwięku
- Jeff Cox – asystent inżynier dźwięku
- Craig Johnson – asystent inżynier dźwięku
- Pietro Andrew Alfieri – kierownictwo artystyczne, design
- Aaron Rapoport – zdjęcia
- Wendy Osmonden – makijaż

## Pozycje na listach
| Lista 1986                      | Pozycja |
| ------------------------------- | ------- |
| Lista amerykańska R&B Albums    | 53      |
| Lista amerykańska Billboard 200 | 178     |
| Lista brytyjska UK Albums Chart | 14      |
| Lista holenderska               | 52      |
| Lista norweska                  | 10      |
| Lista szwajcarska               | 18      |
| Lista szwedzka                  | 15      |

## Notowania singli
| Rok  | Singel                                                     | Notowania                                        | Poz. |
| ---- | ---------------------------------------------------------- | ------------------------------------------------ | ---- |
| 1986 | "Can’t Stand the Pain"                                     | Lista amerykańska Hot R&B/Hip-Hop Singles & Trac | 58   |
| 1986 | "Desire"                                                   | Lista amerykańska Hot R&B/Hip-Hop Singles & Trac | 90   |
| 1986 | "Almaz"                                                    | Lista brytyjska Top 40                           | 2    |
| 1986 | "Everybody Need a Little Rain" (duet z Gerardem Jolingiem) | Lista holenderska                                | 44   |